# Daniel Tossanus der Ältere

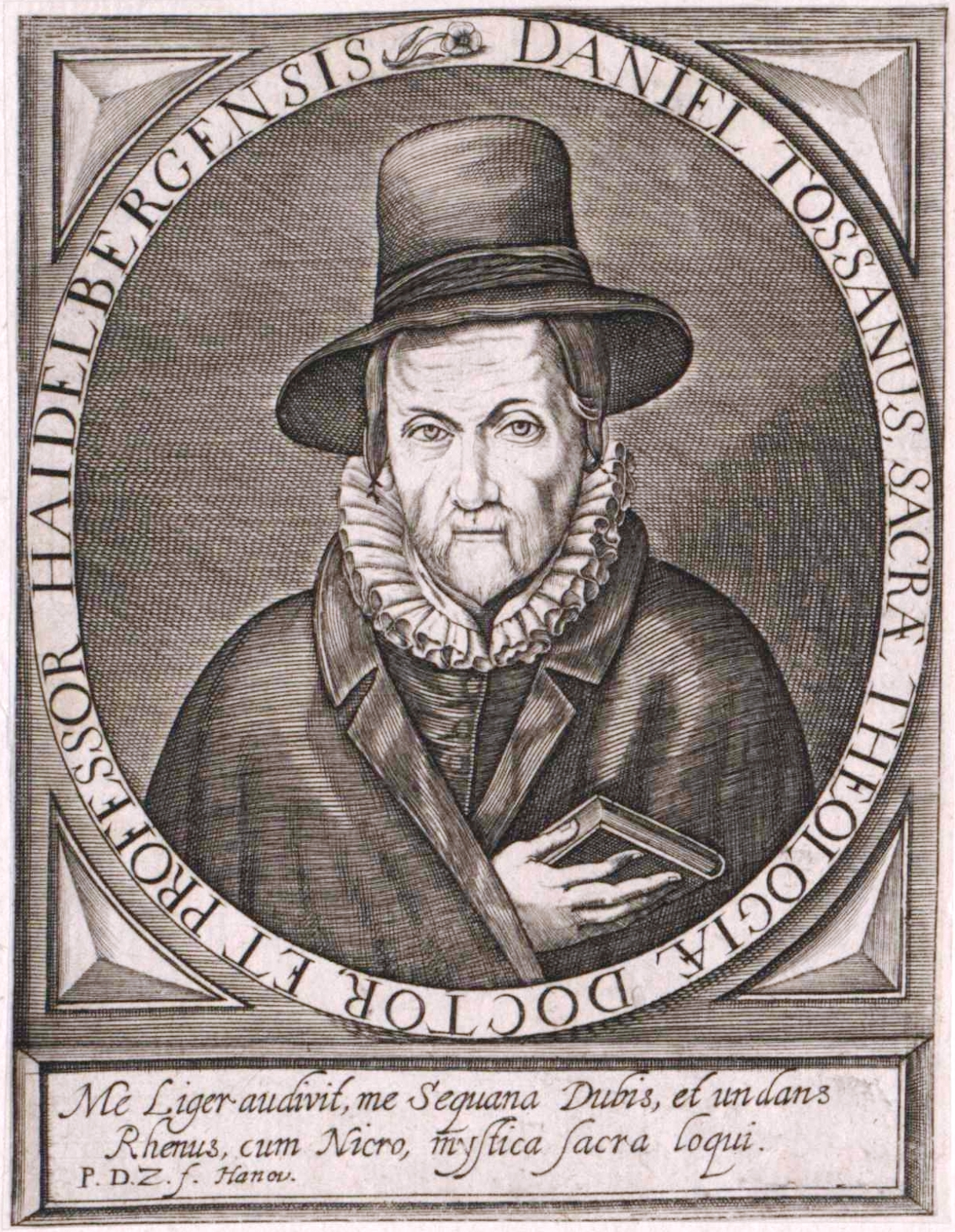
Daniel Tossanus, Stich von Paul de Zetter

Daniel Tossanus der Ältere (auch Toussaint; * 15. Juli 1541 in Mömpelgard; † 10. Januar 1602 in Heidelberg) war ein deutscher reformierter Theologe.

## Leben
Der Sohn des Reformators der Grafschaft Württemberg-Mömpelgard Peter Tossanus (Pierre Toussaint de Beaumont) studierte an den Universitäten Basel, Tübingen, Paris und Orléans. Von 1562 bis 1572 wirkte er als reformierter Prediger in Orléans, unterbrochen durch ein längeres Exil aufgrund der Verfolgungen nach dem verlorenen Dritten Hugenottenkrieg. Nach der Bartholomäusnacht im August 1572 floh er nach Basel, von wo er im März 1573 durch Kurfürst Friedrich III. von der Pfalz zum Hofprediger berufen wurde. Er unterstützte dessen Versuch, das reformierte Bekenntnis in der Oberpfalz einzuführen, der jedoch mit dem Tod des Kurfürsten am 26. Oktober 1576 ein Ende fand. Von dessen lutherischem Sohn, dem neuen Kurfürsten Ludwig VI., 1577 ausgewiesen, fand Tossanus Aufnahme bei dessen jüngerem Bruder Johann Kasimir, der die Ämter Kaiserslautern und Neustadt geerbt hatte und in Neustadt an der Haardt (heute Neustadt an der Weinstraße) eine reformierte Hochschule, das nach ihm benannte Casimirianum, errichten ließ. Tossanus wurde Professor sowie Generalsuperintendent des neuen Territoriums, daneben auch Prediger einer wallonischen Flüchtlingsgemeinde in Lambrecht (Pfalz).
Als Johann Kasimir nach dem Tod von Kurfürst Ludwig VI. 1582 die Herrschaft über die Kurpfalz übernahm, nahm er auch Tossanus wieder mit als Hofprediger nach Heidelberg. Tossanus übernahm auch ein Pfarramt an der Heiliggeistkirche und 1586 eine Professur an der Heidelberger Theologischen Fakultät. In diesem Jahr wurde er auch zum Dr. theol. promoviert und zum Superintendenten ernannt. 1594 amtierte er als Rektor der Universität.
Um die reformierte Konfession in der Kurpfalz zu etablieren und zu verteidigen, wechselte er zahlreiche Kontroversschriften mit lutherischen Theologen der benachbarten Territorien (u. a. mit Lucas Osiander dem Älteren, Samuel Huber und Jakob Andreae) sowie mit katholischen Theologen. Einige seiner Werke wurden ins Englische und Französische übersetzt.
Tossanus war verheiratet (⚭ 19. März 1565 in Orléans) mit Maria Couet du Vivier (Corvetius; † 1584), einer Schwester von Jaques Couet du Vivier (Couët) (1546–1608). Sein Sohn Paul Tossanus (1573–1634) und sein Neffe Daniel Tossanus der Jüngere (1590–1655) wurden ebenfalls Theologieprofessoren in Heidelberg.

## Schriften (Auswahl)
- Christliche Erinnerung an einen ersamen Rath vnd Gemeinde der churfürstlichen Pfaltz Statt Amberg von wegen jüngster mit jhnen gepflögener Handlung zu Fortpflantzung vnnd Erhaltung gottseliger Einigkeit in Kirchen vnd Schulen. [Heidelberg] 1575 (Digitalisat).
- Caspar Schwenckfelds von Ossingen Lehr auß seinen eigenen Schrifften trewlich verfaßt, und widerlegt durch die Articul unsers Christlichen Glaubens. Sampt einem kurtzen vorgesetzten underricht von der wahren erkantnuß Gottes … Heidelberg 1575 (Digitalisat).
- Ein billiche vnd notwendige Klag Von der andern Babylonischen Gef[ae]ngnuß/ vnd dem newen Bapstthumb/ An alle guthertzige Christen Teutscher Nation. Sampt einer klaren beweisung/ daß der handel vnd streit von dem heiligen Abendmal wol zuuergleichen were/ wañ man rechtm[ae]ssige Christliche gericht in der Kirchen hett … 1576.
- Leichpredig, so zur Begrebnuß des Durchleuchtigsten Hochgeborenen Fürsten und Herren, Herren Friderichen des III. Pfaltzgraven bey Rhein … ist gehalten worden. Jakob Müller, Heidelberg 1576 (Digitalisat).
- Ein christliche Predigt vnd Bekanntnuss, aus der Einsatzung vnd den hellen worten vnsers Herren vnd Heilands Jesu Christi allein gezogen : von den Ceremonien des heiligen Abentmals : item, von dem Wesen vnd Substantz des heiligen Abentmals … [S.l.] , 1577 (Digitalisat).
- Gegenwarnung ahn Doctor Lucas Osiander, Dasz er sich eines newen Antichristischen gewalts in der Kirchen nicht anmassen vnd frömbde Diener vnd Vnderthanen wider jhre Christliche Obrigkeit vnd dero Gottselige friedfertige Mandata nicht verhetzen wolle. Harnisch, Neustadt/Haardt 1584 (Digitalisat).
- Warhaffter Bericht/ Von der Vorgenomenen verbesserung in Kirchen vnd Schulen der Churfürstlichen Pfaltz/ vnd nechst zu Heydelberg gehaltener Disputation von dem H. Abendmal. Harnisch, Neustadt/Haardt 1584.
- Synopsis doctrinae Apostoli Pauli de iustificatione Ex Primis Capitibus Epistolae Ad Romanos desumta, & certis Thesibus comprehensa. Heidelberg 1588 (Digitalisat).
- De causa vocationis et missionis ministrorum evangelicorum: per disputationes aliquot theologicas partim in Moguntina, partim in Heydelbergensi Academia disputata / praesidibus Petro Thyraeo Societatis Jesu Doctore Theologo, et Daniele Tossano Heydelbergae Theologiae Professore. Moguntiae : Behem , 1589